# Бонч Бру Бонч
«Бонч Бру Бонч» — российская рэп-группа из Москвы.

## История
Участники группы знали друг друга ещё со школы. Первое выступление состоялось в 2000 году, когда на фестивале Rap Music группа исполнила композицию «Ме-га-зве-зда».
Бонч Бру Бонч — коллектив лейбла «Respect Production», к которому так же относились такие группы, как Каста, Ю.Г., Смоки Мо и другие. «Бонч Бру Бонч» написали саундтреки к фильмам «Ненасытные», «Даже не думай!», «Дерзкие дни». В последнем Дмитрий Филимонихин сыграл одну из ролей.

## Состав
- Тарантул (Юрий Дорохов) — автор текстов.
- Озяб (Дмитрий Филимонихин) — битмейкер.

## Дискография
- 2003 макси-сингл «Даже не думай»
- 2005 альбом «Жрите Бонч!» (Respect Production) RS Russia [2][3][4]
- 2007 Саундтрек «Дерзкие Дни» (диск не издавался)

## Синглы
- 1998 «ЮЗАО Бит»
- 1998 «Семь Нот»
- 1999 «Эпидемия»
- 1999 «Последний Блюз»
- 1999 «Нарезать Тусы»
- 1999 «Собственно Бонч»
- 2000 «Ме-га-зве-зда»
- 2001 «Голуби» (Мерзкая Птица Mix) feat. Ляпис Трубецкой
- 2001 «Даже не думай»
- 2001 «Шкура/Шмара»
- 2001 «Мир Занят»
- 2001 «Где Вы?»
- 2003 «Мягкая Тема»
- 2003 «НВДП»
- 2004 «Реальный Джи»
- 2004 «Яйца»
- 2004 «Даже Не Думай-2»
- 2005 «Это»
- 2005 «Жрите Борщ»
- 2005 «Телефонный Джи» (Скит)
- 2005 «Сон 1» (Скит)
- 2005 «Сон 2» (Скит)
- 2005 «Жопы»
- 2005 «Магнитола»
- 2005 «Эфекс Гэнгстаз»
- 2005 «Допустим/Предположим»
- 2005 «Циферблатовая»
- 2005 «Изгоям»
- 2005 «Поэзия Чистоганом»
- 2005 «Приходи к нам»
- 2005 «Ярость Гефеста» (instrumental)
- 2005 «Против Диких Гитар»
- 2006 «Ненасытные» (не вышел)
- 2006 «Вот Кто»
- 2006 «Кипонклабин» (Max Brandt prod.)
- 2007 «Ж. О.П.А»
- 2007 «Я В Зажиме»
- 2007 «Море-Песок»
- 2007 «В Лидеры»
- 2010 «Банда» (неофициальный трек)